# Burzum (album)
Burzum is het eerste album van het gelijknamige black metal eenmansproject Burzum. Het werd uitgebracht door Deathlike Silence Productions in LP- en CD-formaat. Het album is echter specifiek geschreven voor het LP-formaat waarbij gebruik wordt gemaakt van beide kanten. Iedere kant met zijn eigen thema en fungeert als een soort spreuk. Dit album werd later, door Misanthropy Records, gepubliceerd met Aske als bonus. Het nummer 'A Lost Forgotten Sad Spirit' van het origineel werd hierbij verwijderd en vervangen door de versie van Aske. Het is samen met Aske het enige album van Burzum dat op Deathlike Silence Productions is uitgebracht.
Euronymous maakte een fout in de tracklist en schreef "Ea, Lord of the Deeps", in plaats van "Ea, Lord of the Depths". Tevens in de tekst van 'Feeble Screams From Forests Unknown' schreef hij "The Hopeless Soul Keeps Waiting" in plaats van "The Hopeless Soul Keeps Mating". En in 'My Journey To The Stars' stond "I materialize" in plaats van "I immaterialize". Door deze incompetentie van Euronymous koos Varg ervoor zijn komende albums op zijn eigen label Cymophane uit te brengen.
De cd wordt allang niet meer geperst. Er zijn twee versies verschenen; een eerste oplage van 300 stuks met Burzums adres op de achterkant en aan het eind van 1992 een tweede oplage (onbekend aantal) met het Voices of Wonder adres op de achterkant. Voor de rest zijn beide versies vrijwel identiek. Enkel de afbeelding van Varg welke op de achterkant staat verschilt, op de eerste versie is deze afbeelding namelijk een stuk donkerder.

## Nummers

### Deathlike Silence Productions
- Side Hate

1. Feeble Screams from Forests Unknown - 7:28
2. Ea, Lord of the Deeps - 4:53
3. Black Spell of Destruction - 5:40
4. Channeling the Power of Souls into a New God - 3:27

- Side Winter

1. War - 2:30
2. The Crying Orc - 0:57
3. A Lost Forgotten Sad Spirit - 9:11
4. My Journey to the Stars - 8:10
5. Dungeons of Darkness - 4:50

### Misanthropy Records
1. Feeble Screams From Forests Unknown
2. Ea, Lord Of The Depths
3. Black Spell Of Destruction
4. Channelling The Power Of Souls Into A New God
5. War
6. The Crying Orc
7. My Journey To The Stars
8. Dungeons Of Darkness
9. Stemmen Fra Tårnet
10. Dominus Sathanas
11. A Lost Forgotten Sad Spirit

## Bezetting
- Varg Vikernes speelt alle instrumenten.
- Euronymous speelt de solo in het nummer 'War'.